# Schmidt Sándor (mineralógus)
Schmidt Sándor (Szeged, 1855. január 29. – Budapest, 1904. május 16.) mineralógus, műegyetemi tanár, dékán, a Magyar Tudományos Akadémia levelező tagja (1891). Oktatási tevékenysége keretében kezdetben reálgimnáziumban tanított, majd ásványtant (kristálytant és ásványrendszertant), később kőzettant, utóbb pedig geológiát is előadott az egyetemi hallgatók (mérnök-, bölcsészet-, orvos- és gyógyszerésznövendékek) részére. Kutatómunkája az ásványok világára korlátozódott. Elsősorban a kristályok morfológiájával foglalkozott. Mintegy 20 ásványfaj kristályformáit vizsgálta, új, addig ismeretlen formákat írt le, vagy a korábbiakat pontosította. Szakírói tevékenysége is meghatározó volt. Jelentős szakkönyv- és ásványgyűjteménnyel rendelkezett.

## Élete
Apja Schmidt Ádám (1814?-1876) városi tanácsnok, szolgabíró s az ált. takaréktár pénztárnoka volt Szegeden, édesanyja assakürti Prásznovszky Laura volt. Húgai Mária (Götz Jánosné) és Hermin voltak.
A gimnáziumot Szegeden, a piaristák iskolájában járta. Kitűnt rajztehetsége és a természettudomány mellett érdekelte az irodalom is. Elbeszéléseket is írt nagybátyja pártolásával, közülük egy pár a Vasárnapi Ujságban is megjelent. 1871-ben, 16 éves korában került a budapesti műegyetemre. A mineralógiában akkor Szabó József hatása alatt a petrológia (oknyomozó kőzettan) s a geológia dominált. A műegyetemen Schmidt Krenner József tanítványa volt, aki hamar felfigyelt rá.
1875-ben tanári oklevelet szerzett, mivel a természettudományi általános szak nem adott diplomát, s tanítani kezdett mennyiségtani rendes tanárként a VI. kerületi polgári fiúiskolánál, majd 1876–1880 között a IV. kerületi főreáltanoda természetrajz természettan ideiglenes tanára volt. 1876. október 5-én Krenner révén a Magyar Nemzeti Múzeum ásványtári osztályához került segédnek s fiatalon megházasodott. A pontos kristálytani megfigyeléseket és rajzkészségét tanúsító ásvány-ábrákkal teli publikációk egész sora készült már első éveiben is. Első dolgozata a Műegyetemi Lapokban jelent meg, hiszen – egészen 1882-ig, majd 1885-ig – vizsgálatait a Műegyetem Ásvány- és Földtani Laboratóriumában készítette.
1882. május 18-án a Nemzeti Múzeumban előléptették segédőrré s már mint házasember kiküldetésbe ment huzamosabb időre külföldi tanulmányútra Trefort Ágoston vallás· és közoktatásügyi miniszter megbízásából. Bejárta a fontosabb gyűjteményeket és tudományos központokat. Majdnem egy évet töltött Strassburgban Groth Pál mellett és itt szerezte meg – a Fuess-féle új goniométerrel (szögmérő; kristálytani segédeszköz) végzett vizsgálataival – 1883. április 29-én a természettudományi doktorátusát, melyet honosíttatott.
Hazatérése után olyan sikerrel folytatta munkáját, hogy Szabó József a tudományegyetemen 1885. február 3-án magántanárrá habilitálta a bölcsészettudományi kar Kristályok geometriai és fizikai sajátságainak összefüggése tárgyból, az egyetem és Semsey Andor támogatásával pedig egy műszerekkel gazdagon felszerelt kristálytani laboratóriumot alakított ki. Tudományos eredményekben leggazdagabb éveit töltötte itt. Magyar és német nyelven is publikált. Kutatóként elsősorban a kristálytannal foglalkozott.
Működése elismeréseként Szabó József javaslatára 1890-ben rendkívüli tanárrá nevezték ki a budapesti tudományegyetemen, majd pedig Krenner József ajánlásával 1891. május 8-án a Magyar Tudományos Akadémia III. osztályának levelező tagjává választotta. 1893. június 17-én Magyar Nemzeti Múzeum ásványtári őrévé léptették elő. Az életútját kidolgozó Bidló Gábor szerint a Cinkota geológiai viszonyai című, 1893 októberében előadott tanulmánya mutatja azt az éles szemű megfigyelőt, aki méltó utóda lett volna ebben a tárgykörben is Szabó Józsefnek, aki 1894 áprilisában bekövetkezett halála után a félév végéig még Schmidt helyettesítette és tartotta az előadásokat (ami azért is fontos volt, mivel az általa vitt két tárgyat a bölcsészethallgatók, az orvos- és gyógyszerésznövendékek egyaránt kötelesek voltak hallgatni). Az elhunyt mineralogiai és geológiai előadó tanszékét a tudomány fejlődése és követelményei értelmében a tudományegyetem vezetősége ezt követően kettéválasztotta. Így létrehozták az új ásvány-kőzettani tanszéket (a Hantken Miksa halálával – még 1893-ban – megüresedett palaeontologiai tanszékkel összevonva a geológiával), ami rendes tanári címét a nyár folyamán Krenner Józseffel (aki ekkor műegyetemi nyilvános rendes tanára s a magyar nemzeti muzeum igazgató-őre volt) töltötték be, őt pedig visszahívták helyettesi posztjáról és a műegyetemen Krenner megürült helyére hívták meg ekkor még mint helyettes. A tudományegyetemen eközben a mineralógiát a petrografikai geológiával egyesítették a föld- és őslénytani tanszékké, ami élére Koch Antal, a kolozsvári egyetem tanára kapott meghívást.
A mérnökhallgatók részére kezdetben ásványtant (kristálytant és ásványrendszertant), majd kőzettant is előadott. Schmidt dolgát 1893-tól leginkább az nehezítette meg, amiko tudományegyetemi működése miatt távozott a műegyetemről Lóczy Lajos (bár 1899-ig még adott heti 1-2 órát), aki addig a geológiának a műszaki vonatkozásait adta elő. Ekkor ennek megtanulását és megtanítását is szinte teljesen egyedül kellett felvállalnia („segítségére” csupán Schafarzik Ferenc volt, mint a technikai geológia magántanára). Nagy kitartással és szorgalommal igyekezett megismerni a mérnöki tudás azon különböző ágait, amelyek a geológiával kapcsolatosak, ezért gyakorta hallgatta azokat a műegyetemi előadásokat, melyekkel saját – inkább elméleti – ismereteit széles körben kiegészíthette.
1894. december 25-én nevezték ki a budapesti műegyetem ásvány- és földtani tanszék rendes tanárává. Egyetemi – elsősorban a kristálytan és általános ásványtan – előadásairól főként óráinak anyagai, kéziratai számolnak be, melyek mintegy elővetítették három kötetesre tervezett, de végül meg nem írt Ásványtan könyvét. Munkássága alatt a tanszék gyűjteménye új ásványokkal gyarapodott, felszerelte a goniométeres mérésekhez szükséges sötétszobát, berendezte a kémiai laboratóriumot, kiegészítette a kristályminta gyűjteményt és fejlesztette a könyvtárat. Oktatási teendői mellett 1900-tól haláláig az egyetemes és vegyészmérnöki kar dékánja is volt. Tíz esztendeig tanított, irt (bár kinevezése után lényegesen kevesebb publikációja jelent meg), szerkesztett és szorgalmasan dolgozott a Természettudományi Társulat mineralógiai szakosztályában.
Budapesten, 1904. május hó 16-án este fél kilenckor, életének 49-ik, házasságának 28-ik évében, szívbaja miatti hosszabb szenvedés után hunyt el. Földi maradványait a római katolikus anyaszentegyház szertartása szerint Kerepesi úti temetőben helyezték az örök nyugalomba. Ravatalánál Rados Gusztáv tartott gyászbeszédet.
Schmidt Sándor 3857 kötetes szakkönyvtára 1909-ben került a szegedi Somogyi-könyvtárba. Özvegye és fia, az elhunyt akaratát tolmácsolva már 1904-ben ajánlatot tett a városnak megvételére 11 000 koronáért. Szeged közgyűlése azonban csak 1908-ban döntött erről, és végül 10 000 koronáért, amelyhez Apponyi Albert közoktatásügyi miniszter 5000 koronával hozzájárult, megvették. Az elhunyt hagyatékában 5500 kötetből álló ásványtan és krisztallográfiai szakkönyv maradt hátra. Bidló Gábor kutatása szerint egy 1904-ben készült katalógus alapján Scmidt Sándornak mintegy 2200 szakkönyve folyóiratok és különlenyomatok mellett (az ásványtan és földtan legritkább művei is eredeti példányokban álltak rendelkezésre, Agricola, Albertus Magnus, Hauy, Romé de l'Isle, Beudant könyve és a magyar vonatkozású munkák teljes számmal), a második világháború bombázásai közepette Budapesten, illetve a fia által Marosvásárhelyre menekített része később ott, könyvégetés során semmisült meg.
A hagyaték további részét képező Budapest környékén gyűjtött ásványgyűjteményt, valamint a szegedi árvíz alkalmával gyűjtött emléktárgyait a város múzeuma részére ajánlották föl, ami még 1904-ben meg is valósult. A 118 ásványból (47 flouritból, 43 calcitból, 14 piritbői, 11 baritból, 2 kvarcból és 1 aragonitból) álltó gyűjteményt Móra Ferenc rendezte, később csere útján Budapestre került.
Kutatómunkája az ásványok világára korlátozódott. Elsősorban a kristályok morfológiájával foglalkozott. Mintegy 20 ásványfaj kristályformáit vizsgálta, új, addig ismeretlen formákat írt le, vagy a korábbiakat pontosította. 1911-ben jelent meg a Kristálytan története című könyve, a cím azonban nagyon félrevezető, mert abban csupán az Ásványtan könyvéhez készült bevezetés néhány alfejezetét állították össze és adták ki.
A hazai földtani társulatnak 1876 óta volt tagja s 1877-től 1881-ig öt éven át titkára, később választmányi tagja s 1901-től 1903-ig alelnöke. A Dugonics Társaság dísz-, az anyagvizsgálók egyesületének választmányi, és a természettudományi társulat tagja is volt.
Felesége dr. Schmidt Sándorné született csalóközi Szalay Matild, Szalay László felsőtelekesi birtokos bájos leánya volt. Esküvőjüket Szuhogyon tartották 1877. augusztus 15-én. Fiúk Schmidt Béla orvos (1881–1943) volt.

## Munkái
Szaktudományából mintegy hatvanhárom különböző munkát irt. Legérdekesebb A drágakövek című kétkötetes munkája, amely a Természettudományi Társulat könyvkiadóvállalatában jelent meg. Cikkei a Műegyetemi Lapok, Természetrajzi Füzetek, Földtani Közlöny, Ellenőr, Orvos-természettudományi Értesítő, Mathematikai és Természettudományi Értesítő és a Budapesti Szemle című lapokban jelentek meg. Ezek többsége németül a Zeitschrift für Krystallographieban is megjelent. Szerkesztette a Földtani Közlönyt 1877-től 1881-ig Inkey Béla titkártársával együtt; a Földtani Értesítőt 1880-ban Inkey Bélával együtt; a Természetrajzi Füzeteket 1885-től 1894-ig (kiadója a Magyar Nemzeti Múzeum).
- A Pseudobrookit kristálytani elemei. Budapest, 1878 (Különnyomat a Földtani Közlönyből.)
- A Kraszna-Horka-Váraljai Wolynok. Budapest, 1879. (Különnyomat a Természetrajzi Füzetekből.)
- Axinit Veszverésről (Poloma) és Medelsről. Budapest, 1879. (Különnyomat a Természetrajzi Füzetekből.)
- A muzsaji Wolnyn. Budapest, 1879. (Különnyomat a Természettudományi Füzetekből)
- A perticarai Cölestin és Cölestin szögértékei. Budapest, 1880. (Különnyomat a Természettudományi Füzetekből)
- A Pseudobrookitról. Budapest, 1880. (Különnyomat a Természettudományi Füzetekből)
- A kristályokról. Budapest, 1884. (Népszerű természettudom. előadások 43.)
- Baryt és Cerussit Telekesről Borsodmegyében. Budapest, 1882. (Értekezések a term.-tud. kör XII. 1.)[23]
- William Hallowes Miller emlékezete. Budapest, 1881. (Különnyomat a Földtani Értesítőből.)
- A drágakövek. Budapest, 1890. Két kötet. (Természettudományi Könyvkiadó Vállalat VI. 1. 2.)[24]
- Vezeték a Természetrajzi Füzetek első tíz évi folyamának foglalatjához 1877-1886. Budapest, 1887. (Természetrajzi Füzetek)
- Adatok a Pyroxen-csoport egyes ásványainak pontosabb ismeretéhez. Székfoglaló értekezés. Budapest, 1891. (Értekezések a természettudományok köréből XXI. 4.)[25]
- Czinkota geológiai viszonyairól (Egy térképpel.) Előadta az 1893 október 4-én tartott szakülésben. 1893. (Földtani Közlöny 23. kötet 11-12. füzet, 239-342. o.)[26]
- A Széchenyi Béla gróf gyűjtötte ásványok leírása. Budapest, 1897. (Gróf Széchenyi Béla kelet-ázsiai útjának tudományos eredményei III. köt. VI. szakasz.)
- Dana D. Jakab emlékezete. Előadta az MTA 1898. február 21-iki ülésén. Budapest, 1898. (Különnyomat az Akadémiai Értesítőből.)
- A gömbnek gyakorlati használata a kristályszámolásban. Budapest, 1899. (Különnyomat a Földtani Közlönyből.)
- A kristálytan története (sajtó alá rendezte Mauritz Béla, Budapest, 1911).